# Елейн Ґріффітс
Ме́рі Еле́йн Ґрі́ффітс (англ. Mary Elaine Griffiths; 1909—1996) — викладачка англійської мови в коледжі Святої Анни Оксфордського університету. Учениця вченого та письменника Джона Рональда Руела Толкіна, мала відношення до публікації його казки «Гобіт, або Туди і звідти». Її екземпляр видання «Володаря перснів» з дарчим написом від автора став найдорожчою книгою Толкіна, проданою на аукціоні.

## Життєпис
Елейн Ґріффітс народилася у 1909 році, 1928 року почала навчання у Товаристві домашніх студентів при Оксфордському університеті (з 1952 року — коледж Святої Анни). Позаяк вона була католичкою, то мешкала у гуртожитку Червелл-Едж для студенток цієї конфесії. Наприкінці 1933 року Елейн розпочала роботу над дипломною роботою на ступінь бакалавра літератури на тему «Примітки та зауваження щодо вокабуляру Ancrene Wisse MS CCCC 402» (англ. Notes and
Observations on the Vocabulary of Ancrene Wisse MS CCCC 402). Її науковим керівником був професор Толкін, який в той час працював над редактурою пам'ятки англійської мови 13-го сторіччя — «Ancrene Wisse» — монастирського керівництва для анахореток. Ґріффітс займалася розшифровкою рукопису, склала майже повний його глосарій та покажчик, вона фактично була асистенткою Толкіна. Паралельно викладала англійську мову для студентів католицького гуртожитку Червелл-Едж.
Своє дослідження Елейн Ґріффітс припинила у 1936 році, так його й не закінчивши, але допомогла іншій учениці Толкіна, Симоні д'Арден, у роботі над її докторською дисертацією. У передмові до неї авторка дякувала Елейн Ґріффітс та професору Толкіну за допомогу в роботі над проблемами «Ancrene Wisse» та пов'язаних гомілій.
Ґріффітс входила до так званої «Печери» (англ. Cave), групи науковців Англійської школи Оксфорда, сформованої на початку 1930-х років для адвокації реформ у викладанні. Після досягнення своїх цілей, група стала «скоріше громадським та літературним клубом, який проводив неформальні вечері або зустрічі в кімнатах членів». До цієї групи зокрема входили Клайв Стейплз Льюїс та професор Толкін. Елейн мала гарні стосунки з професором Толкіном та його родиною, тому  стала однією з небагатьох людей, яких він познайомив зі своєю творчістю про Середзем'я. Зокрема Толкін дав почитати учениці машинопис незакінченої казки про гобіта, яку колись писав для своїх дітей. Елейн високо оцінила казку і пізніше згадувала, що прочитала її «з великим задоволенням».
У середині 1930-х років, Елейн Ґріффітс звернулася до видавництва George Allen & Unwin з ідеєю зробити виправлення в перекладі англосаксонської поеми «Беовульф», виконаного Джоном Річардом Кларком Голлом та запропонувала редактором професора Толкіна. Однак, коли видавництво звернулося до нього з цією ідеєю, на початку 1936 року, професор рекомендував, щоб редактором стала сама Елейн. У кінці весни або на початку літа 1936 року, з Лондона до Оксфорда приїхала Сьюзен Деґнел — працівниця видавництва George Allen & Unwin, яка мала на меті уточнити у своєї колишньої однокурсниці Ґріффітс статус виправлень в перекладі «Беовульфа». Однак, хоча Елейн і зробила певні правки, на той час вона вже припинила цю роботу і ніколи більше до неї не поверталася. Натомість розповіла про казку професора Толкіна і запропонувала Деґнел ознайомитися з нею. Послухавшись поради, Сьюзен попрохала машинопис в автора. Казка настільки їй сподобалася, що вона вмовила Толкіна написати закінчення і запропонувала її видати. Наступного року цю казку, у завершеному вигляді, опублікувало видавництво George Allen & Unwin під назвою «Гобіт, або Туди і звідти». У листі до журналістів Шарлоти та Деніса Плімера від 8 лютого 1967 року, Толкін розповів іншу версію цієї історії. За його словами, Елейн Ґріффітс без відома автора дала почитати машинопис казки своїй учениці Сьюзен Деґнел.
У 1938 році Елейн Ґріффітс отримала звання тьютора з англійської мови, а пізніше стала науковим співробітником Товариства домашніх студентів при Оксфордському університеті (з 1942 року — Товариство Святої Анни, з 1952 року — Коледж Святої Анни). Елейн відносили до «великого викладацького тріо» закладу разом з Кірсті Моррісон і Дороті Беднаровською. Окрім викладання, Ґріффітс займалася питаннями покращення матеріальної бази коледжу. Її неодноразово обирали на керівні посади у коледжі та в Оксфордському університеті. Елейн була головою ради факультету англійської мови та членом генеральної ради Оксфордського університету і мала статус університетського лектора англійської мови.
У 1950-х роках працювала над редагуванням давньоанглійської поеми «Юдита», однак її випередив інший науковець. 1962 року вона написала есе «Остання війна короля Альфреда» (англ. King Alfred’s Last War), яке було включене до наукового збірника, виданого на честь сімдесятиріччя професора Толкіна. Зі своїм учителем Елейн підтримувала тісні стосунки всі подальші роки його життя. За пів року до смерті, весною 1973 року, він був у неї в гостях. Спогади Елейн про вчителя включили до меморіального видання «A tribute to J.R.R. Tolkien, 3 January 1892-2 September 1973: Centenary», хоча вона там помилково зазначена як Енн Ґріффітс.
Елейн Ґріффітс пішла на пенсію у 1976 році та померла у 1996.

## Пам'ять
На сайті коледжу Святої Анни зазначається, що її учні згадують Елейн Ґріффітс з «величезною вдячністю та ніжністю».
Елейн Ґріффітс згадується у трьох листах вчителя, які ввійшли до опублікованої збірки листів професора Толкіна під редакцією Гемфрі Карпентера. Світлина Елейн була опублікована у «Сімейному альбомі Толкінів» (англ. The Tolkien Family Album) виданому в 1992 році.
Джон Рональд Руел Толкін за її малий зріст та участь у публікації «Гобіта» називав Елейн Ґріффітс «королевою гобітів». Він подарував учениці перше видання роману «Володар перснів» з дарчим написом ельфійською мовою квенья: Elainen tárin periandion ar meldenya anyáran (Елейн, королеві гобітів та моїй старій подрузі). Видання було продано на аукціоні у 2008 році за 104 тисячі доларів, ставши найдорожчою книгою Толкіна, проданою на аукціоні. Зараз примірник зберігається у приватному Музеї Ґрайзінґера у Швейцарії. Пізніше на аукціонах продавалося перше англійське та перше перекладне видання «Гобіта» з домашньої бібліотеки Ґріффітс з дарчими написами від автора.
Елейн Ґріффітс є персонажем роману «The Late Scholar» письменниці Джил Пейтон Волш. В ньому детектив Пітер Вімзі розслідує серію вбивств в Оксфордському університеті.

### Виноски
1. 1 2  Drout, 2007, p. 113.
2. 1 2 3 4 5  Scull, Hammond, 2017, p. 690—691.
3. ↑  Ryan, 2002, p. 61.
4. ↑  Lepojärvi, 2019, p. 14.
5. 1 2 3  The Queen of Hobbits on auction at Bonhams. tolkienlibrary.com (англ.). Процитовано 29 квітня 2023.
6. ↑  Толкин, 2004, Письмо № 15.
7. ↑  Толкин, 2004, Письмо № 294.
8. 1 2  M. Elaine Griffiths. St Anne's College, Oxford (англ.). Процитовано 25 квітня 2023.
9. ↑  Scull, Hammond, 2017, p. 691—692.
10. ↑  Scull, Hammond, 2017, p. 691.
11. ↑  Lepojärvi, 2019, p. 25.
12. ↑  Christopher, Hammond, 1993, p. 61.
13. ↑  Толкин, 2004, Письма № 15, 60, 294.
14. ↑  Scull, Hammond, 2017, p. 692.
15. ↑  The most expensive Tolkien book in the world. tolkienlibrary.com (англ.). Процитовано 25 квітня 2023.
16. ↑  Real eye opener - Visiting the Greisinger Museum. www.herr-der-ringe-film.de (англ.). 11 січня 2013. Архів оригіналу за 2013.02.25. Процитовано 29 квітня 2023.
17. ↑  Walsh, 2013, p. 135—136.